# Helcogramma aquila
Helcogramma aquila är en fiskart som beskrevs av Williams och Mccormick, 1990. Helcogramma aquila ingår i släktet Helcogramma och familjen Tripterygiidae. Inga underarter finns listade i Catalogue of Life.